# Krużka
Krużka – dawna jednostka objętości, stosowana w Rosji. Stanowiła 1/10 część wiadra i dzieliła się na 10 czarek. Odpowiadała objętości 1,23 litra.